# Rosemarie Ackermannová
Rosemarie Ackermannová rozená Witschasová (* 4. dubna 1952, Lohsa) je bývalá východoněmecká sportovkyně, atletka, olympijská vítězka, mistryně Evropy a trojnásobná halová mistryně Evropy ve skoku do výšky. Stala se první výškařkou na světě, která překonala hranici 200 cm. V roce 1977 získala ocenění nejlepší sportovkyně světa podle agentury United Press International.

## Kariéra

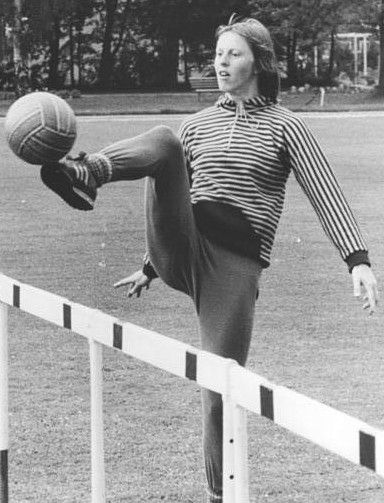
Rosemarie Ackermannová (1978)

Na halovém ME 1973 v nizozemském Rotterdamu obsadila ve finále výkonem 186 cm 4. místo. Díky lepšímu technickému zápisu vybojovala za stejnou výšku bronz Milada Karbanová. První velké úspěchy zaznamenala v roce 1974, kdy získala zlaté medaile na halovém ME v Göteborgu a na evropském šampionátu v Římě, kde vytvořila výkonem 195 cm nový světový rekord.
O rok později obhájila v polských Katovicích titul halové mistryně Evropy, když překonala 192 cm. Stříbro brala Francouzka Marie-Christine Debourse, která skočila o 9 centimetrů méně. Třetí zlatou medaili v řadě na halovém ME vybojovala v roce 1976 v Mnichově.
26. srpna 1977 v tehdy Západním Berlíně překonala jako první žena v historii dvoumetrovou hranici. Na ME v atletice 1978 v Praze získala za výkon 199 cm stříbrnou medaili a prohrála jen s Italkou Simeoniovou, která výkonem 201 cm vyrovnala vlastní světový rekord.

## Olympijské hry
Třikrát reprezentovala na letních olympijských hrách. Poprvé v roce 1972 na hrách v Mnichově, kde obsadila 7. místo, když jako poslední výšku překonala třetím pokusem 185 centimetrů. Na následující olympiádě v roce 1976 v Montrealu vybojovala zlatou olympijskou medaili, když jako poslední výšku překonala druhým pokusem 193 cm, čímž zároveň vytvořila nový olympijský rekord. Stříbro získala Italka Sara Simeoniová a bronz Bulharka Jordanka Blagoevová.
Naposledy se olympijských her zúčastnila v roce 1980 v Moskvě, kde obsadila výkonem 191 cm 4. místo. Bronz vybojovala její krajanka Jutta Kirstová, která napodruhé překonala 194 cm.

## Osobní rekordy
- hala – 195 cm – 6. března 1977, Berlín
- venku – 200 cm – 26. srpna 1977, Berlín